# Зольский Карьер
Зо́льский Карье́р — посёлок в Кировском районе (городском округе) Ставропольского края Российской Федерации.
До 1 мая 2017 года входил в состав сельского поселения Комсомольский сельсовет.

## География
Расстояние до краевого центра: 164 км. Расстояние до районного центра: 27 км.

## Население
| 1989 | 2002 | 2010 | 2014 | 2021 |
| ---- | ---- | ---- | ---- | ---- |
| 10   | ↘6   | ↘1   | ↗6   | ↘2   |

По данным переписи 2002 года, все жители — русские (100 %).